# Корнійчук Май Тихонович
Май Ти́хонович Корнійчу́к (нар. 2 травня 1937 — 24 червня 2012) — український учений в галузі прикладної математики. Доктор технічних наук, професор. Академік АН ВШ України з 2006 р.

## Біографія
Народився с. Валентин Ольгинського району на Далекому Сході, куди занесла доля багатьох українців — утікачів від голодоморів. Цього ж 1937 р. після арешту батька (реабілітований посмертно) сім'я повернулася в Україну в с. Морозівка на Вінниччині. У 1956 р. склав вступні іспити до КДУ ім. Т. Шевченка, куди був зарахований лише після того, як прийшла довідка про реабілітацію батька за відсутністю складу злочину.
Під час навчання на механіко-математичному факультеті (1959) за рекомендацією академіка Б. В. Гнєденка направлений для дослідницької роботи у Київське вище інженерне радіотехнічне училище (КВІРТУ) ППО — у єдину на той час в СРСР військову науково-дослідну лабораторію математичних методів дослідження операцій. Після закінчення (1961) КДУ ім. Т. Шевченка працював у КВІРТУ ППО молодшим, старшим (1967) науковим співробітником, старшим викладачем (1967), завідувачем (1979—1987) кафедри вищої математики. З 1987 р. — в Національному авіаційному університеті: молодший наук. співроб. (1987), старший наук. співроб. (1988), провідний наук. співроб. (1989), головний наук. співроб. (1991—1999). З 1999 р. — професор кафедри економіко-математичних методів КНЕУ, одночасно професор кафедри комп'ютеризованих систем управління НАУ. Докторську дисертацію захистив у 1990 р. у військовому науково-дослідному інституті № 45 (м. Москва), професор (2000).

## Наукова діяльність
Наукові інтереси: розроблення методів і моделей оцінювання характеристик надійності, оптимізації надійності, оптимізації розподілення між елементами надійності складних систем за критерієм вартість-надійності; моделі резервування, моделі часового резервування; нелінійне математичне програмування, модифікований метод невизначених множників; ризик, методи і моделі оцінювання економічного ризику, елементи і основи ймовірнісної теорії економічного ризику, розробка методів і моделей діагностики та ідентифікації ризику.
Автор понад 250 публікацій (у відкритому друці), зокрема 8 монографій, 12 навчальних посібників, 25 авторських свідоцтв і патентів на винаходи. Серед них:
- «Статистические оценки распределений и параметров» (1974);
- «Математические модели оптимизации и оценивания надежности и эффективности» (1990);
- «Стохастичні моделі інформаційних технологій» (2000, співавтор І. К. Совтус);
- «Складні системи з випадковою зв'язністю» (2003, співавтор І. К. Совтус).